# Myriopholis
Myriopholis — рід змій родини струнких сліпунів (Leptotyphlopidae). Представники цього роду мешкають в Африці, Західній і Південній Азії.

## Види
Рід Myriopholis нараховує 24 види:
- Myriopholis adleri (Hahn & Wallach, 1998)
- Myriopholis albiventer (Hallermann & Rödel, 1995)
- Myriopholis algeriensis (Jacquet, 1896)
- Myriopholis blanfordi (Boulenger, 1890)
- Myriopholis boueti (Chabanaud, 1917)
- Myriopholis braccianii (Scortecci, 1929)
- Myriopholis burii (Boulenger, 1905)
- Myriopholis cairi (A.M.C. Duméril & Bibron, 1844)
- Myriopholis erythraeus (Scortecci, 1929)
- Myriopholis filiformis (Boulenger, 1899)
- Myriopholis ionidesi (Broadley & Wallach, 2007)
- Myriopholis lanzai Broadley, Wade & Wallach, 2014
- Myriopholis longicauda (W. Peters, 1854)
- Myriopholis macrorhyncha (Jan, 1860)
- Myriopholis macrura (Boulenger, 1899)
- Myriopholis narirostris (W. Peters, 1867)
- Myriopholis nursii (Anderson, 1896)
- Myriopholis occipitalis Trape & Chirio, 2019
- Myriopholis parkeri (Broadley, 1999)
- Myriopholis perreti (Roux-Estève, 1979)
- Myriopholis rouxestevae (J.-F. Trape & Mané, 2004)
- Myriopholis tanae (Broadley & Wallach, 2007)
- Myriopholis wilsoni (Hahn, 1978)
- Myriopholis yemenica (Scortecci, 1933)

## Етимологія
Наукова назва роду Myriopholis походить від сполучення слів дав.-гр. μυριος — дуже численний, незліченний і φολις — рогова луска.